# Purism i konsten
Purism är en form av kubism som förespråkades av den franske målaren Amédée Ozenfant.
Med sin bok Après le Cubisme (1918) lanserade Amédée Ozenfant och Charles-Édouard Jeanneret, mer känd som Le Corbusier, purismen. Boktiteln kan översättas till efter kubismen. 
Man utgick från kubismen men opponerade mot dess dekorativa och invecklade formlek och krävde en "ren" form. Enkla standardföremål skulle avbildas, befriade från onödiga detaljer och med betoning på helhetsformen eller det typiska. Färgskalan reducerades till ett fåtal klanger.
Purismen anknyter till den saklighetssträvan inom arkitekturen som under 1920-talet förverkligades i funktionalismen, vars främste förkämpe Le Corbusier blev.
Rörelsen, som varade i sju år, fick ingen större spridning, men Fernand Legér tog intryck av den. I Sverige företräddes purismen av bland andra Otto G. Carlsund,  Torsten Jovinge och Wilgot Olsson.